# Le Monde artiste
Le Monde artiste, devenu Le Monde artiste illustré est un magazine hebdomadaire français consacré aux actualités musicales, théâtrales, littéraires et aux arts visuels, fondé en 1862 et disparu en 1914.
Lancé en décembre 1862 à Paris par Achille Philibert Lemoine (1813-1895), patron des Éditions Henry Lemoine spécialisées dans la publication de partitions musicales, cet hebdomadaire paraissant en fin de semaine se présentait au départ sous la forme de quatre pages non illustrées et répertoriant l'ensemble des événements artistiques en France et en Europe, grâce à un réseau de correspondants. Le premier rédacteur en chef est Henri Gourdon de Genouillac. La première adresse est au 27 rue Laffitte.
La direction est assurée par Achille Lemoine qui associe son fils Henry-Félicien, et est bientôt rejoint par Léon Grus (1835-1902) et Eugène Lavigne, lequel avait dirigé l'Agence générale des théâtres. Le prix au numéro est de 30 centimes.
Le format hebdomadaire évolue au début des années 1890, avec une nouvelle adresse de la rédaction au 8-11 galerie du Théâtre-Français. Désormais « journal illustré », une nouvelle maquette est introduite par une composition de Jules Chéret, gravée par Léveillé. Les arts musicaux restent ici prépondérants aussi bien dans le visuel, que dans le traitement rédactionnel, lequel est désormais confié au librettiste Paul Milliet. L'adresse du siège devient ensuite le 24 boulevard des Capucines, en lien avec La Librairie nouvelle.
Une nouvelle conception graphique intervient vers 1909, faisant appel cette fois à Géo Dorival. Dans l'intervalle, la reproduction d'images photographiques a fait son chemin dans les colonnes du journal, émaillées de dessins originaux, par exemple de Lucien Barbut, de Louis Lucien Faure-Dujarric et Georges Sauvage ou Paul-Charles Delaroche. L'adresse de la rédaction devient le 48 rue Cambon. Le prix au numéro est porté à 50 centimes.
Le dernier numéro date de la première semaine d'août 1914.